# Nationalliberale Aktion
Die Nationalliberale Aktion (NLA) war eine nationalliberale Splitterpartei der Jahre 1970/1971, in der sich primär FDP-Mitglieder des rechten Flügels sammelten. Sie lehnten die sozialliberale Koalition von SPD und FDP ab, zu der sich die FDP 1969 bereitgefunden hatte.
Die NLA wurde am 17. Juni 1970 in Wuppertal von Erich Mende, dem ehemaligen FDP-Chef und Vizekanzler, Siegfried Zoglmann, bis kurz zuvor stellvertretender FDP-Vorsitzender von Nordrhein-Westfalen, Heinz Lange, FDP-Fraktionsführer im Düsseldorfer Landtag, und Franz Mader, Chef des mitgliederstärksten FDP-Bezirks Ost-Westfalen-Lippe, gegründet. Die Gruppe war unzufrieden mit dem Linksruck der FDP unter deren Vorsitzendem Walter Scheel, der die Partei 1969 in eine SPD-geführte Koalition unter Bundeskanzler Willy Brandt einbrachte.  Die Gründung erfolgte unter anderem auch unter dem Eindruck schwerer Niederlagen bei Landtagswahlen, bei denen die FDP den Wiedereinzug in die Parlamente in Niedersachsen und im Saarland verfehlt hatte. In Nordrhein-Westfalen konnte sich die FDP durch Stimmenzuwächse von ehemaligen SPD-Wählern im Landtag halten. Zu Beginn war die NLA ein Arbeitskreis von FDP-Mandatsträgern, zu deren Zielen die Rückkehr der FDP zu einem rechtsliberalen Kurs und die Ablösung von Walter Scheel als Parteivorsitzendem durch Hans-Dietrich Genscher auf dem Bundesparteitag vom 22. bis 24. Juni 1970 in der damaligen Bundeshauptstadt Bonn gehörte. Für Mende, der die FDP acht Jahre lang geführt und zu ihrem bis dato größten Erfolg – 12,8 % bei der Bundestagswahl 1961 – geführt hatte, und Zoglmann wurden noch vor dem Parteitag Ausschlussanträge gestellt.
Knapp einen Monat später stellte sich die NLA auf der Hohensyburg bei Dortmund unter Einbeziehung von Politikern aus Niedersachsen, Schleswig-Holstein, Baden-Württemberg und Bayern als eingetragener Verein auf Bundesebene auf. Zoglmann erklärte als Vorstandsmitglied, die „überparteiliche Gemeinschaft national-freiheitlicher Menschen“ sei nicht als Basis einer neuen politischen Partei gedacht. Jedoch sei eine spätere Entwicklung in dieser Richtung „auf anderer Ebene“ möglich. Die Veranstaltung hatte 30 Gründungsmitglieder. Neben Zoglmann wählten diese unter anderem den vormaligen bayerischen FDP-Vorsitzenden Dietrich Bahner, der im Vormonat abgewählt worden war, in den 15-köpfigen Kollegialvorstand.
Im September konstituierte sich die NLA als eigenständige Partei. Mende und Mader traten allerdings zur CDU über. Die Partei trat zu keiner Landtagswahl an und NLA-Vertreter selbst riefen bei den 1971 stattfindenden Landtagswahlen in Berlin und Schleswig-Holstein zur Wahl der CDU auf. Als Konsequenz aus dem Scheitern der NLA wurde bereits im Sommer 1971 eine neue nationalliberale Partei, die Deutsche Union, gegründet, der Zoglmann ebenfalls vorstand.

## Programmatik
Tonangebend in der Führung waren Vertreter der Vertriebenenverbände. Zoglmann war beispielsweise Mitglied des Sudetendeutschen Rates. Entsprechend wurde die neue Ostpolitik der damaligen Regierung heftig bekämpft. Trotzdem gab es erhebliche Vorbehalte des Bundes der Vertriebenen gegenüber der neuen Partei, was mit der starken Nähe des Vertriebenenverbandes zu den Unionsparteien in Zusammenhang stehen könnte.